# Emmanuel Bushu
Emmanuel Bushu (ur. 31 lipca 1944 w Ngorim) – kameruński duchowny katolicki, biskup Buéa w latach 2006-2019.

## Życiorys
Święcenia kapłańskie otrzymał 7 stycznia 1973.

## Episkopat
17 grudnia 1992 papież Jan Paweł II mianował go biskupem ordynariuszem diecezji Yagoua. Sakrę otrzymał 25 marca 1993.
30 listopada 2006 został biskupem ordynariuszem diecezji Buéa.
28 grudnia 2019 przeszedł na emeryturę.